# St. John (Indiana)
St. John – miasto w Stanach Zjednoczonych, w stanie Indiana, w hrabstwie Lake.

## Historia
W 1846 roku powstała tutaj poczta. Miejscowość wzięła swoją nazwę od kościoła św. Jana (ang. Saint Johns Church. 

## Demografia
Według spisu ludności, które zostało wykonane przez United States Census Bureau w 2022 roku, w miejscowości St. John mieszkało 22 847 mieszkańców. 

### Rasy i pochodzenie
Według danych z tego samego roku, 85,7% mieszkańców stanowili Biali (73,3% nie wliczając Latynosów), 0,1 to rdzenna ludność Alaski, 4,5% zdeklarowało rasę mieszaną, 1,7% to Azjaci, 2,8% to czarnoskórzy lub Afroamerykanie, 0,1% to Hawajczycy i pochodzący z innych wysp Pacyfiku. Latynosi i Hiszpanie stanowili 12,4%.